# 圓斑蝰
圓斑蝰（學名：Daboia siamensis），又稱鎖鏈蛇、鎖蛇、七步紅、七步蛇、百步金錢豹、盧氏蝰蛇，是山蝰屬下的一種有毒蝰蛇。主要分布於中國華南地區、台灣屏東、台東一帶及東南亞地區，為台灣六大毒蛇之一，喜歡待在一般人不會進去的高芒草叢裡。
种小名 siamensis 意为“暹罗的”。

## 特徵
鎖鏈蛇的顏色基調跟一般山蝰是相似的，但其更強調灰色及橄欖色，並配以大小錯落的圓斑紋組成紋理。背部顏色則以灰色為主，腹部則有不規則的黑色斑點。這種蛇平常都是盤卷起來，但是其脾氣非常暴躁、動不動就想攻擊，甚至在遇到威脅時，可以整隻彈射出去發動攻擊。而且牠在覺得受威脅的時候會大量噴氣（噝聲），聲音大到像汽車排氣一般，所以如果在野外聽到奇怪的噴氣聲，一定要立即停下腳步並仔細觀察四周。但如果是和鎖鏈蛇正面相遇，務必距離兩公尺以上，並繞道而行，以免被其攻擊。

## 地理分布
圓斑蝰主要分布於中國大陸（廣西、廣東地區）、台灣、緬甸、泰國、柬埔寨、印尼、東爪哇等地。學者布朗指出圓斑蝰亦可見於越南、寮國及印尼蘇門答臘等島嶼。不過到底印尼一帶是否有圓斑蝰的出現尚待進一步研究。

## 毒性
圓斑蝰的毒素是神經毒與出血毒的混合體，極難治療，後遺症也很可怕（例如截肢），會使中毒者出現像中風的症狀，令治療者未必能及時發現受害人原因為蛇吻，因而延誤治療。目前圓斑蝰咬死人的案件在亞洲蛇類中居冠。泰國當地的紅十字會研製出一種專門對付圓斑蝰毒素的血清，名為「盧氏蝰血清」。

## 外部連結
- （英文）TIGR爬蟲堰資料庫：圓斑蝰 （页面存档备份，存于）
- （英文）盧氏蝰蛇